# Holacanthus clarionensis
Holacanthus clarionensis Gilbert, 1890, è un pesce tropicale marino appartenente alla famiglia Pomacanthidae. La femmina è distinguibile per la taglia leggermente maggiore, le forme più arrotondate e la livrea di un arancio meno intenso di quella del maschio.

## Distribuzione
Specie diurna originaria del Pacifico orientale tropicale, che vive esclusivamente lungo i reef delle Islas Revillagigedos, piccole isole vulcaniche che sorgono al largo della Bassa California. Probabile la sua presenza anche all'isola di Coco, situata al largo della Costa Rica. 

## Allevamento in acquario
Pesci sensibile a condizioni dell'acqua anche lievemente alterate, vanno allevati in un grande acquario, a densità di 1022-1025, nitriti e nitrati vicini allo zero, e temperatura di 24-26 °C. Il cibo è bene sia prevalentemente a base di vegetali (lattuga e spinaci bolliti, alghe), indispensabili per prevenire nel pesce deficienze vitaminiche, e di mangimi preparati contenenti spugne.